# Tagma (unitat militar)
|  | Per a altres significats, vegeu «Tagma». |

El tagma (en grec medieval τάγμα, en plural τάγματα tagmata) era la unitat tàctica de l'exèrcit romà d'Orient, que seria equivalent a un batalló o un regiment moderns. Des del segle viii fins al segle x, els tagmes eren l'exèrcit permanent de l'Imperi Romà d'Orient en contraposició als temes, unes unitats formades per pagesos soldats i a més unes divisions territorials, que es podien mobilitzar per a la defensa de les províncies. Encara que el terme «tagma» s'utilitzava d'ençà el segle iv, probablement va ser Constantí V qui li va donar el significat tècnic a mitjans del segle viii. Aquesta reforma que posava els tagmes directament sota l'autoritat de l'emperador tenia com a objectiu crear un exèrcit alhora mòbil i lleial a l'imperi, ja que les unitats dels temes no s'utilitzaven en les guerres d'annexió més enllà de les seves pròpies fronteres, i a més, els comandants de les unitats dels temes situats a prop de Constantinoble havien intentat repetidament enderrocar el poder establert.

## Història i funcions

### Els primers tagmes
El terme «tagma» (del grec τάσσειν, 'ordenar', 'arrenglerar en ordre de batalla') era la paraula usada antigament per designar un regiment o un batalló. Usada a partir del segle iv, després es va aplicar a un batalló d'infanteria de 200 a 400 soldats i era l'equivalent a un bandum o numerus en llatí, i aritmos en grec.
Les reformes de Dioclecià (r. 284-305) i Constantí el Gran (r. 306-337) havien creat dos exèrcits diferenciats. Els reclutats al seu lloc de residència eren els limitanei i s'ocupaven de la seguretat fronterera mentre que els comitatus, una extensió de la guàrdia imperial, constituïen el nucli mòbil de l'exèrcit. Destinats a les expedicions, els comitatus tenien els seus campaments a Constantinoble o als seus voltants. Amb un nombre reduït de tropes, però supervisats per oficials professionals, aquests regiments incorporaven ciutadans romans i també bàrbars, sobretot els muntanyencs d'Il·líria o d'Isàuria. El cos principal de la Guàrdia Imperial o Palatins era el de les Escoles palatines, que més endavant es va convertir en un dels quatre tagmata oficials. Reclutat entre els bàrbars i depenent directament de la persona de l'emperador, aquest regiment que originàriament era d'elit es va anar convertint en un batalló destinat a fer desfilades quan l'emperador va deixar de comandar personalment les tropes en combat. Al principi era poc nombrós, però el regiment va augmentar a fins a 2.000 homes quan Justí I va començar a vendre els càrrecs. Lleó I el Traci els substituí en el servei del palau pels excubitores.
Al segle vii, els buccel·laris (soldats privats al servei dels caps de l'exèrcit), els foederati (federats, reclutats, contra el costum del segle v, entre els bàrbars «estrangers») i els optimats (que posteriorment van ser incorporats a un tagma) es distingien de la resta de l'exèrcit i portaven el nom d'epilecta (τά έπιλεκτα, soldats escollits).
Amb l'emperador Constantí, el poder militar va passar dels prefectes del Pretori als magistri militum que van formar una jerarquia paral·lela a la jerarquia civil. Existia un magister militum praesentalis al costat de l'emperador, un magister peditum que comandava la infanteria i un magister equitum per a la cavalleria. Aquests magistri tenien sota les seves ordres als ducs, els governadors militars deles províncies, i tenien el rang d'hipatis (cònsols) o patricis i dirigien totes les tropes d'una província. Les unitats tàctiques eren el numerus (άριθμος) per a la infanteria i el vexillatio (τάγμα) per a la cavalleria, encara que aquests termes ocasionalment s'intercanviaven.
Segons el llibre Estratègicon, un tractat sobre tàctiques militars escrit durant el regnat de l'emperador Maurici, el tagma comptava al voltant de 400 homes en aquell moment. Estava comandat per un tribú que tenia com a oficials subordinats l'hekatontarca (centurió) i l'ilarca, un tinent primer que també tenia cura del bandon o estendard que no es podia abandonar en cap moment. El tagma se subdividia en grups de 100, 10, 5 i 4 homes, que correspondrien a una companyia d'un exèrcit modern.

### La reforma de Constantí V
La debilitat dels limitanei i la seva progressiva desaparició amb la pèrdua de les províncies de Síria, Egipte i Àfrica, la transformació dels comitatus en un cos d'exèrcit que només servia per fer desfilar als joves nobles poc propensos a combatre, les invasions àrabs i les freqüents revoltes com les organitzades des del tema d'Opsícion situat al nord-oest d'Anatòlia i molt proper a la capital, van exigir una reforma profunda de l'exèrcit. Constantí V (r. 741-775) va transformar les antigues unitats de guàrdia de Constantinoble en nous tagmata destinats a proporcionar a l'emperador un contingent de tropes professionals lleials. Podríem distingir, per una banda, els tagmes, la unió de l'antic comitatus amb les tropes palatines, nucli de l'exèrcit permanent estacionat a Constantinoble o al seu voltant i que actuava a les campanyes exteriors, i d'altra banda els temes, guarnicions de les províncies per la defensa local i que actuaven només en cas de necessitat. Aquests temes van ser creats segons les necessitats i les més antigues van conservar els noms dels cossos militars, com ara el tema d'Opsícion, el Tema dels Buccel·laris, el Tema dels Optimats o van adquirir els de les províncies on estaven estacionats (Tema dels Armeníacs, Tema dels Anatòlics, Tema de l'Hèl·lade, etc.). Durant les expedicions, les dues categories de tropes tenien un sol comandament, però mantenien la seva organització per separat.
El tagma va servir com a eina de reclutament de joves oficials. Una carrera en un tagma podia conduir a un lloc de comandament important als temes, o si els joves reclutes tenien la sort de destacar davant de l'emperador, podien obtenir una posició a la cort. Els oficials dels tagmata procedien en gran part de l'aristocràcia o del funcionariat civil urbà, i de l'aristocràcia arribada des dels temes d'Anatòlia. Gradualment van arribar a controlar gairebé tots els càrrecs militars importants. Malgrat aquesta tendència, els tagmata, com el servei militar o el servei civil en general, oferien una possibilitat de mobilitat social per a les classes baixes de la societat. L'origen social dels soldats era variat, però no podien accedir a la milícia ni els esclaus, ni els condemnats ni els clergues. L'edat mínima per allistar-se era de 18 anys i l'edat màxima de 42, i la carrera professional durava 24 anys.

#### Unitats
Al segle ix i a principis del segle x, l'època d'esplendor de les tagmes, en van existir quatre:
- Les Escoles palatines (en grec Σχολαί, «Escoles»), estaven formades per soldats d'infanteria i de cavalleria, i eren la unitat més prestigiosa. Van ser creades per Constantí el Gran o potser per Dioclecià. Cap a mitjans del segle v van deixar de tenir un paper actiu, i servien especialment durant els grans actes protocol·laris imperials. Confinats al Gran Palau, van conservar un lloc en les desfilades fins que Constantí V els va posar a les ordres del Domèstic de les escoles. Aviat es va convertir en un dels caps militars més importants de l'exèrcit, amb el rang de patrici. A la segona meitat del segle x, el lloc es va dividir amb la creació d'un Domèstic per les terres d'orient i un Domèstic per les d'occident.[2]
- Els excubitores (en llatí excubiti, en grec Έξκούβιτοι, 'els sentinelles', literalment 'els que surten del llit') van ser creats per Lleó I el Traci cap al 460 com a guàrdia imperial. Els seus comandants van adquirir ràpidament una gran influència i van proporcionar diversos emperadors durant el segle vi. Després d'un període de decadència al segle vii, es van reformar segons el model, sembla, de les escoles palatines, perquè el seu comandant, fins aquell moment un comes, va portar des d'aleshores el títol de Domèstic. Es van convertir en una unitat d'elit i formava el nucli de l'exèrcit regular. L'última menció d'aquestes tropes data del 1081.[3]
- Els aritmoi (en grec Άριθμός, 'número') o la Vigla (en grec Βίγλα, del llatí vigilia, 'vigilància') eren una unitat que existia probablement en temps de l'emperador Arcadi. Va ser reorganitzada per l'emperadriu Irene d'Atenes a la dècada del 780. El seu comandant portava el títol arcaic de drungari. A Constantinoble, la unitat s'encarregava específicament de custodiar el Palau imperial. En les expedicions ordenades pel basileu, subministrava els sentinelles situats al voltant de la tenda imperial.[2]
- Els Hicanats (en grec Ίκανάτοι, 'la gent capaç'), van ser creats per l'emperador Nicèfor I (r. 802-811) cap a l'any 810. La seva funció no es coneix amb exactitud i el seu comandant, com els dels aritmoi, només era un Protoespatari.[3]

Altres unitats estaven estretament associades amb els tagmata i sovint en formaven part:
- Els Númers (en grec Νούμεροι) eren una unitat d'infanteria estacionada a Constantinoble. El seu nom prové de la Numera, una caserna del Palau Imperial que era utilitzada com a presó. Probablement incloïa el Regiment de les Muralles (en grec Τειχισταί o τών Τειχέων, "les muralles") que custodiaven els murs de Constantinoble, el "llarg mur", la muralla anastasiana. El seu origen possiblement es remunta als segles iv o v.[3]
- Els Optimats (en grec Όπτιμάτοι, del llatí optimates, 'els millors') eren originalment una tropa de combat d'elit, però al segle viii van ser reduïts a un paper menor, eren els responsables de les mules que portaven l'equipament de l'exèrcit (el τούλδον touldon). A diferència dels tagmata, estaven estacionats fora de Constantinoble i estretament associats a la guarnició del tema dels Optimats situada davant de Constantinoble i que incloïa la regió de Bitínia. El comandant o domèstic dels optimats també era l'estrateg o governador del tema.[3]
- Els mariners de la flota imperial (βασιλικόν πλώιμον, basilikon plōimon) també formaven part de les tagmata segons algunes fonts.[3]

A més, hi havia els Companys (en grec Έταιρεία, "companys") que incloïen tropes de mercenaris estrangers, els khàzars, els varegs, els rus i els hongaresos, tots al servei de l'emperador, i comandats cadascun per un Company, després qualificat de "Gran Company". Al principi, hi havia diferència entre els grans, els mitjans i els petits companys, i cadascun tenia el seu propi comandant. El responsable de la seguretat de l'emperador, era el Gran company, que havia d'estar present cada matí quan s'obrien les portes del Palau. Al final del segle xi, la seva estructura va canviar i sembla que els diferents cossos de Companys es van ajuntar en un de sol format per joves nobles.

#### Organització
És difícil precisar les xifres exactes del nombre i la composició dels tagmes imperials per la poca exactitud i per l'ambigüitat de les fonts de l'època (manuals militars, llistes de funcions i càrrecs i testimonis àrabs que daten principalment del segle ix). Segons els geògrafs àrabs Ibn Khurradàdhbih i Qudama ibn Ja'far, que són una mica ambigus, les forces totals dels tagmata van arribar a 24.000 homes, una xifra que sembla exagerada per a molts historiadors, que valoren les tropes de cada tagma entre 1.000 i 1.500 homes. Altres, com Warren Treadgold, tot acceptant aquesta xifra, la comparen amb les llistes dels oficials que menciona el Cletorològion que dona una mitjana 4.000 homes per tagma (inclosos els optimats i els númers, dels quals es diu explícitament que cadascun incloïa 4.000 homes).
L'estructura de totes les unitats era idèntica. Mentre que els temes eren comandats per un estrateg, els tagmes els manava un domèstic, excepte la Vigla, comandada per un drungari. El drungari era assistit per un o dos oficials anomenats "topoteretes" (en grec τοποτηρητής, "substitut", "tinent"), que comandaven cadascun la meitat de la unitat. A diferència de les unitats dels temes, no hi havia nivells intermedis (turmarques, quiliarques o pentacosiarques) fins que Lleó VI el Filòsof va introduir els drungaris poc després del 902. La subdivisió més important del tagma va ser la banda, comandada per un comes anomenat skribōn entre els excubitores i tribunus ("tribú") entre els númers i les unitats que custodiaven les muralles de la ciutat. La importància del Domèstic de les escoles, el comandant del regiment de les Escoles palatines, va créixer progressivament i es va convertir en comandant en cap de l'exèrcit a la fi del segle x.
La taula següent il·lustra l'estructura de les Escoles al segle ix segons Treadgold:
| Oficials         | Unitat       | Soldats | Dividits en    |
| ---------------- | ------------ | ------- | -------------- |
| Domèstics (1)    | Tagma        | 4.000   | 20 bandes      |
| Topotereta (1/2) |              | 2.000   | 10 bandes      |
| comes (20)       | bandes       | 200     | 5 quentarquies |
| quentarca (40)   | quentarquies | 40      |                |

A aquestes xifres s'haurien d'afegir un cartulari (χαρτουλυριος, "secretari") i un protomandator (πρπτομανδάτωρ, "principal missatger"), i també quaranta portadors de les insígnies (βανδοφόροι, bandoforoi) que tenien diversos rangs i títols a cada tagma, i quaranta missatgers, amb un total de 4.125 homes per unitat. Durant les campanyes, cada cavaller anava acompanyat d'un escuder.
La taula següent mostra, segons Treadgold, l'evolució teòrica del nombre total de forces a les tagmes:
| Any      | 745    | 810    | 842    | 959    | 970    | 976    | 1025   |
| -------- | ------ | ------ | ------ | ------ | ------ | ------ | ------ |
| Efectius | 18 000 | 22 000 | 24 000 | 28 000 | 32 000 | 36 000 | 42 000 |

### La reforma de Basili II Bulgaròcton
L'emperador Basili II Bulgaròcton va fer una profunda transformació en el sistema militar de l'imperi. A mitjans del segle x, a causa del nombre cada vegada més reduït de personal dels exèrcits dels temes per una banda, i pels requeriments de la nova estratègia a la frontera oriental, d'altra banda, van aparèixer nouss tagmes provincials, unes forces professionals i permanents a imitació dels tagmata imperials. Les grans conquestes que es van produir al front oriental es van deure en gran part a la creació d'un conjunt de temes més petits que els anteriors, on se situaven aquests destacaments, agrupats sota comandants provincials que van prendre el títol de "dux" i de "catepà". Aquesta estratègia es va demostrar eficaç per combatre les amenaces locals de petites dimensions, però les forces dels temes, desateses des de feia temps, ja no podien fer front a una invasió a gran escala com la que atacava la zona tampó fronterera. La disminució d'aquestes forces als temes que s'unificaven només quan sorgien amenaces, i la importància que es va donar a les forces permanents, tant locals com mercenàries, va portar una major eficiència militar, i més confiança en la defensa, a diferència de les forces dels temes, més propenses a identificar-se amb els interessos locals. Els tagmata reclutats als grans temes, probablement comptaven amb 1.000 soldats, mentre que els temes més petits en tenien al voltant de 500. Les unitats mercenàries estrangeres, per la seva banda, semblen haver estat formades per grups de 400 a 500 homes.
Com a resultat, al segle xi la distinció tradicional entre exèrcits "imperials" i forces provincials va tendir a desaparèixer i el terme tagma s'utilitzava per designar qualsevol regiment permanent, i el seu origen provincial s'indicava pel nom que portava. A partir de la segona meitat del segle xi, els tagmes originals, i els exèrcits dels temes, van començar a declinar, lentament delmats per les derrotes militars a la fi del segle. Excepte els varegs, els vestiaritai, els companys i els bardariotes, els regiments tradicionals havien desaparegut a principis del segle xii i ja no apareixen als exèrcits de la dinastia dels Comnens, mentre que el terme tagma tornava a designar generalment a qualsevol unitat militar.